# ねこの博物館
ねこの博物館（ねこのはくぶつかん）は、日本の博物館。静岡県伊東市に所在する。ネコについての総合博物館であり、生きているネコと触れ合えることはもちろん、絶滅したネコ科の動物や野生のネコについての標本や情報、ネコの美術品の閲覧なども可能な施設である。姉妹館はまぼろし博覧会と、怪しい少年少女博物館である。

## 沿革
世界中のネコ科動物の保護繁殖と鳥獣愛護精神の普及などを目的とする日本ネコ科動物研究所（東京都新宿区）の付属施設として、「ネコと触れ合いながら楽しく科学すること」を目的に開設され、1996年（平成8年）3月30日に開館した。この博物館の開館に合わせて、ネコ科動物の研究拠点も同研究所から博物館内に移され、同研究所の標本類が館内に展示された。
同研究所所長でイリオモテヤマネコの研究などで知られる動物学者の今泉忠明が館長を務める。今泉の語る設立の抱負によれば、食肉目の中で最も進化を遂げたのがネコ科の動物であり、その一方ではトラの仲間など絶滅の危機に瀕している現実もあることから、ネコに関心を持つことが地球環境への意識にも繋がるのだという。大規模で体系的にネコを分類、展示した博物館としては、日本で初めてとされる。

## 施設
館内は、1階の「絶滅ネコ類」「野生ネコの世界」、2階の「ねこの美術館」「世界のねこちゃん」の、計4つのコーナーで構成されている。これらに加えて土産店では、ぬいぐるみや文具、食器用品などのネコのグッズが販売されている。人気商品は定番の招き猫であり、他にメモ帳やクリップなど、ビジネスで使える商品もある。
研究所というよりペンションを思わせる外観も、リラックスした館内の雰囲気を物語る。玄関には小便小僧ならぬ「小便ネコ」が設置されており、入口ではネコのかぶり物をかぶったスタッフが客を迎える、独特な施設である。

### 絶滅ネコ類
数万年から数千年前に栄えた絶滅種のネコ科動物などの骨格標本や復元標本が展示されている。ネコの進化を語る上で欠かせないサーベルタイガーを始め、マカイロドゥスやホプロフォネウスなど、一般にあまり知られていない太古の動物の頭骨などもある。野生動物の保護の大切さを訴える意味も込められたコーナーである。
1997年（平成9年）には、約2千年前までヨーロッパに生息していた史上最大のネコ科動物であるケーブライオン（ホラアナライオン）の全身骨格標本と、既に絶滅したバリトラとジャワトラの頭骨、計3点の展示が開始された。いずれも日本には1つしかない、貴重な標本である。ケーブライオンの標本はロシアのウラル山中で発見されたもので、全身骨格と共に復元模型も展示されている。この全身骨格は発見例の数がわずかであることから、国宝級との声もある。

### 野生ネコの世界
世界の生息する野生ネコ28種の剥製標本や骨格標本が、生息別に展示されている。ライオンやトラといった、日本の動物園で親しむことのできるネコ科の野生動物はもちろん、イリオモテヤマネコ、南アメリカのコドコド、チーターの突然変異種であるキングチーター、中国西部のハイイロネコ、イエネコの起源とされるリビアヤマネコ、体重約250キログラムの巨大なシベリアトラから、最小のクロアシネコに至るまでが展示されており、希少絶滅種や絶滅危惧種などの展示もある。
ネコ科の動物の剥製や標本としては世界一という。2019年（平成31年）時点で38種確認されているネコ科の内の28種を陳列しているということから、その規模の大きさが窺える。生息環境に応じて進化した体の特徴や行動パターンなどを解説したパネルが随所にあり、ネコ科のルーツを理解しやすく辿ることが可能なよう、工夫もなされている。

### ねこの美術館
ネコをテーマにした世界の美術品、工芸品、玩具などが展示されている。木彫りの彫刻、陶器、ぬいぐるみ、招き猫、民芸品、懐かしいネコの玩具、童話の世界のようなネコの町、絵画など、世界中のネコのグッズが約2千点並んでいる。『トムとジェリー』のトム、ピンク・パンサー、ハローキティ、ドラえもん、『魔女の宅急便』のジジなど、ネコやネコ科の動物をモチーフとした有名なキャラクターなどもある。アジアやヨーロッパはヤマネコを、アメリカや日本は可愛らしい飼い猫をモチーフにするなど、文化の違いがわかる楽しみもある。
このコーナーの一角に備わっている「ねこ神社」では、ネコのおみくじが引くことができる。ネコとの相性や、今年のネコ的な運勢の吉凶を占ってくれるという、独特な神社である。

### 世界のねこちゃん
生きている本物のネコが飼われている。アメリカンショートヘアやペルシャのように一般的なネコから、スコティッシュフォールド、マンチカン、マンチカンとアメリカンカールによる交配種のマンチカール、オシキャットのように珍しいネコなど、常時約26種類50匹のネコが客を迎える。ネコたちの様子は、博物館のスタッフブログやTwitterからも見ることができる。
ここに併設されているコーナー「ふれあい広場」では、客がくつろぎながら実際にネコに触ることができる。ここではネコたちが放し飼いにされており、猫カフェと似たような空間である。喧嘩をするネコ、腹を出して甘えたようにアピールするネコ、元気なネコ、おとなしいネコなど、自由に過ごすネコたちと触れ合うことができる。マンチカンのように珍しいネコと遊ぶことができることや、屋内のために天候を気にせず触れられる点も特長である。
ふれあい広場にいるネコと、この広場以外の「世界のねこちゃん」展示エリアにいるネコは入れ替えが行なわれており、いつどのネコに触れ合えるかわからないことも特徴の一つである。

## 利用情報
最新の情報は公式ウェブサイトを参照。
- アクセス：伊豆高原駅より伊豆東海バス「シャボテン公園行（桜並木経由）」または「一碧湖行（桜並木経由）」で、大室高原7丁目で下車し、徒歩約3分
- 営業時間：9時から17時（入館は30分前まで）
- 休館日：年中無休（事情で閉館することもあり、要確認[7]）
- 入館料金：大人1300円、中高生1000円、小学生700円（障害者手帳の提示で本人は半額、同伴者は100円引き。公式ウェブサイトには100円引きクーポンがある[7]）
- 坂や階段があるため、車椅子利用者は介護者が2名必要
- 駐車場：無料、収容台数は20台

## 反響
開館以来、ペットブームを象徴するかのように、家族連れや若いカップル客で賑わっている。客層は若いカップルが中心であり、カップルでもほぼ確実に、女性の方から喜びの声が聞かれる。ネコが好きな者にとっては非常に嗜好をそそられる場所との声もあり、大きな通りの奥という立地条件にもかかわらず、休日には多くのネコ好きの客が訪れている。夏休み時期には、子連れで来館する客もいる。特に「ふれあいハウス」では、多くの様々なネコに実際に触ったり、ネコを抱いたりすることができるため、子供たちに人気を呼んでおり、行列ができるほどである。同じく静岡県伊東市に存在するテーマパークのまぼろし博覧会とは姉妹館にあたり、まぼろし博覧会と一緒に訪れる客も多い。
タレントの大川豊は、東京の歌舞伎町の風俗店で遊んだ帰りに性具の店に寄ってしまうような感覚を持つ博物館を「ゲリラ博物館」と呼び、そのゲリラ博物館の1つとして「ねこの博物館」を挙げている。『別冊アサ㊙ジャーナル』（TBS）、『L4 YOU!』（テレビ東京）、『沸騰ワード10』（日本テレビ）などのテレビ番組でも取り上げられた。